# 劉近臣
劉近臣（17世紀—1635年），字亦棐，號霍童，湖廣黃州府蘄州廣濟縣人，明朝政治人物。

## 生平
劉近臣是天啟四年（1624年）甲子科湖廣鄉試解元，崇禎四年（1631年）成進士，獲授金谿知縣。金谿多富人，有貴公子兄弟興訟，久久未能判決，他奉御史命審理此事，開陳人倫孝友大義，令兄弟不再訴訟。學官陳時策在任內去世，棺木停櫬無人處理，他撫養其遺孤，捐出俸祿讓其骸骨歸，六年（1633年）負責江西鄉試同考，得士多名，以楊學愿最知名；五年後任滿考最，但生病去世，金谿人都思念他。

## 引用
1. ↑  《崇祯四年辛未科三百五十名进士履历》：刘近臣，霍童，易二房，壬寅四月六日生。广济人，乡五名，会一百二十八，三甲八十三名。授金谿知县，癸酉本省同考，乙亥卒。
2. 1 2  同治《廣濟縣志·卷七·人物志》：劉近臣，字亦棐，號霍童，天啟甲子鄉舉第一，崇禎辛未成進士，金谿知縣；金谿故多巨室，貴公子兄弟囂訟先後，院司累訊弗能決，近臣奉御史檄覈其事，為開陳人倫孝友大義，兩造讋伏訟乃止，御史以為能。學博陳時策卒官停櫬久，近臣拊其孤、捐俸歸其骨於鄉里，崇禎癸酉分校易闈，得士為多，而楊學愿最知名；居官五載課最屬考滿，遘疾卒，金谿人有循吏之思焉。